# كونستانس من قشتالة (دوقة لانكاستر)
كونستانس من قشتالة (1354 - 24 مارس 1394) هي دوقة لانكاستر بزواجها من جون غونت، وفضلاً عن ذلك هي مدعية العرش القشتالي بعد وفاة والدها بيدرو ملك قشتالة، ووالدتها هي ماريا دي باديلا، وأيضا لها شقيقة اسمها إيزابيلا ذهبت معها إلى إنجلترا وتزوجت من شقيق جون الأصغر إدموند لانغلي.
كان لـ كونستانس و جون ابنة وابن:-
- كاثرين (كاتالينا) ملكة قشتالة (1373-1418) تزوجت من إنريكي الثالث ملك قشتالة، حيث أدى هذا الزواج إلى انهى الخلاف الذي استمر منذ وفاة بيدرو ملك قشتالة.
- جون (1374-1375) توفي صغيراً.